# Luehea conwentzii
Luehea conwentzii är en malvaväxtart som beskrevs av Karl Moritz Schumann. Luehea conwentzii ingår i släktet Luehea och familjen malvaväxter. Inga underarter finns listade i Catalogue of Life.